# Europäisches Olympisches Sommer-Jugendfestival 2021
Das Europäische Olympische Sommer-Jugendfestival 2021 (European Youth Summer Olympic Festival 2021) fand vom 24. bis zum 30. Juli 2022 in Banská Bystrica in der Slowakei statt. Ursprünglich sollte das Festival in Košice stattfinden, diese musste jedoch aufgrund finanzieller Probleme die Austragung zurücklegen. Zudem musste das Festival aufgrund der COVID-19-Pandemie um ein Jahr verschoben werden.

## Wettkampfstätten
| Wettkampfstätte                 | Ort             | Sportart        | Kapazität |
| ------------------------------- | --------------- | --------------- | --------- |
| Park des SNP Memorial           | Banská Bystrica | Eröffnungsfeier | K.A       |
| Štadión SNP                     | Banská Bystrica | Leichtathletik  | 7.900     |
| Badin Basketball Hall           | Badín           | Basketball      | 200       |
| Universität Banská Bystrica     | Banská Bystrica | Basketball      | 200       |
| Sports Park Badminton           | Banská Bystrica | Badminton       | 50        |
| Straßenkurs von Banská Bystrica | Banská Bystrica | Radsport        | K.A       |
| Sportspark Judo                 | Banská Bystrica | Judo            | 841       |
| Handballhalle Detva             | Detva           | Handball        | 550       |
| Handballhalle Zvolen            | Zvolen          | Handball        | 486       |
| Sportspark Schwimmen            | Banská Bystrica | Schwimmen       | 400       |
| Turnhalle Banská Bystrica       | Banská Bystrica | Turnen          | 2.300     |
| Sports Park Tennis              | Banská Bystrica | Tennis          | 100       |
| Volleyballhalle Slovenská Ľupča | Slovenská Ľupča | Volleyball      | 300       |
| Volleyballhalle Zvolen          | Zvolen          | Volleyball      | 300       |

## Zeitplan
| Disziplin       | So. 24. | Mo. 25. | Di. 26. | Mi. 27. | Do. 28 | Fr. 29. | Sa. 30. | Gesamt |
| Disziplin       | Juli    | Juli    | Juli    | Juli    | Juli   | Juli    | Juli    | Gesamt |
| --------------- | ------- | ------- | ------- | ------- | ------ | ------- | ------- | ------ |
| Eröffnungsfeier |         |         |         |         |        |         |         |        |
| Badminton       |         |         |         |         | 2      |         | 1       | 3      |
| Basketball      |         |         |         |         |        |         | 2       | 2      |
| Handball        |         |         |         |         |        |         | 2       | 2      |
| Judo            |         |         | 4       | 4       | 4      | 4       | 1       | 17     |
| Leichtathletik  |         | 1       | 7       | 5       | 9      | 13      | 5       | 40     |
| Kunstturnen     |         |         | 2       | 2       | 1      | 5       | 5       | 15     |
| Radsport        |         |         | 2       |         |        | 2       |         | 4      |
| Schwimmen       |         | 2       | 8       | 6       | 5      | 11      |         | 32     |
| Tennis          |         |         |         |         |        | 3       |         | 3      |
| Volleyball      |         |         |         |         |        |         | 2       | 2      |
| Abschlussfeier  |         |         |         |         |        |         |         |        |
| Entscheidungen  |         | 3       | 23      | 17      | 21     | 35      | 21      | 120    |
| Juli            | So. 24. | Mo. 25. | Di. 26. | Mi. 27. | Do. 28 | Fr. 29. | Sa. 30. | Gesamt |
| Juli            | Juli    |         |         |         |        |         |         | Gesamt |

Farblegende

## Teilnehmer
| 2253 Teilnehmer aus 48 Nationen | 2253 Teilnehmer aus 48 Nationen | 2253 Teilnehmer aus 48 Nationen |
| --- | --- | --- |
| - Albanien (11) - Andorra (3) - Armenien (19) - Aserbaidschan (33) - Belgien (51) - Bosnien und Herzegowina (7) - Bulgarien (46) - Dänemark (43) - Deutschland (127) - Estland (40) - EOC Refugee Team (1) - Finnland (56) - Frankreich (84) - Georgien (28) - Griechenland (46) - Großbritannien (40) - Island (38) | - Irland (33) - Israel (46) - Italien (96) - Kosovo (13) - Kroatien (76) - Lettland (34) - Liechtenstein (2) - Litauen (55) - Luxemburg (21) - Malta (3) - Moldau (19) - Monaco (2) - Montenegro (16) - Niederlande (30) - Nordmazedonien (3) - Norwegen (30) | - Österreich (47) - Polen (95) - Portugal (63) - Rumänien (92) - San Marino (5) - Schweden (26) - Schweiz (34) - Serbien (59) - Slowakei (149) - Slowenien (98) - Spanien (87) - Tschechien (72) - Türkei (105) - Ukraine (46) - Ungarn (95) - Zypern (27) |

## Medaillenspiegel
| Platz  | Mannschaft              | Gold | Silber | Bronze | Gesamt |
| ------ | ----------------------- | ---- | ------ | ------ | ------ |
| 1      | Italien                 | 21   | 12     | 14     | 47     |
| 2      | Deutschland             | 9    | 8      | 15     | 32     |
| 3      | Spanien                 | 8    | 7      | 4      | 19     |
| 4      | Großbritannien          | 7    | 5      | 6      | 18     |
| 5      | Ungarn                  | 6    | 9      | 9      | 24     |
| 6      | Frankreich              | 6    | 7      | 4      | 17     |
| 7      | Ukraine                 | 6    | 6      | 6      | 18     |
| 8      | Türkei                  | 5    | 9      | 1      | 15     |
| 9      | Rumänien                | 5    | 8      | 6      | 19     |
| 10     | Polen                   | 5    | 5      | 10     | 20     |
| 11     | Kroatien                | 5    | 4      | –      | 9      |
| 11     | Schweden                | 5    | 4      | –      | 9      |
| 13     | Litauen                 | 4    | 4      | 2      | 10     |
| 14     | Israel                  | 4    | 1      | 3      | 8      |
| 15     | Tschechien              | 3    | 5      | 6      | 14     |
| 16     | Finnland                | 3    | 1      | 3      | 7      |
| 16     | Niederlande             | 3    | 1      | 3      | 7      |
| 18     | Aserbaidschan           | 2    | 4      | 2      | 8      |
| 19     | Dänemark                | 2    | 3      | 5      | 10     |
| 20     | Serbien                 | 2    | 3      | 1      | 6      |
| 21     | Slowakei                | 2    | 1      | 3      | 6      |
| 22     | Griechenland            | 2    | 1      | 1      | 4      |
| 23     | Georgien                | 2    | –      | 6      | 8      |
| 24     | Belgien                 | 2    | –      | –      | 2      |
| 25     | Schweiz                 | 1    | –      | 3      | 4      |
| 26     | Slowenien               | –    | 4      | 1      | 5      |
| 27     | Bulgarien               | –    | 3      | 3      | 6      |
| 28     | Estland                 | –    | 3      | –      | 3      |
| 29     | Portugal                | –    | 1      | 4      | 5      |
| 30     | Österreich              | –    | 1      | 3      | 4      |
| 31     | Lettland                | –    | 1      | 2      | 3      |
| 32     | Zypern                  | –    | 1      | 1      | 2      |
| 33     | Armenien                | –    | –      | 3      | 3      |
| 34     | Moldau                  | –    | –      | 2      | 2      |
| 35     | Bosnien und Herzegowina | –    | –      | 1      | 1      |
| 35     | Island                  | –    | –      | 1      | 1      |
| 35     | Irland                  | –    | –      | 1      | 1      |
| 35     | Malta                   | –    | –      | 1      | 1      |
| 35     | Norwegen                | –    | –      | 1      | 1      |
| Gesamt | Gesamt                  | 120  | 122    | 137    | 379    |